# Große Schlenkerspitze
Die Große Schlenkerspitze ist ein Berg der Lechtaler Alpen in Tirol. Mit 2827 m ü. A., nach anderen Angaben 2831 m, ist sie der höchste Gipfel im östlichen Teil der Lechtaler Alpen.

## Aufbau
Das Massiv der Schlenkerspitze ist eine über zwei Kilometer lange Felsmauer aus Hauptdolomit. Der Nordgrat fällt zum Galtseite-Joch ab, der Südwestgrat verbindet die Große Schlenkerspitze mit der Kleinen Schlenkerspitze (2748 m ü. A.) und stürzt dann in die Hintere Dremelscharte ab. Der Ostgrat stellt die Verbindung zur Brunnkarspitze her. Das gesamte Schlenkermassiv gilt als brüchig und zerrissen, die Grate sind mit unzähligen Türmen gespickt, weil die Gesteinsschichten hier senkrecht stehen.

## Erstbesteigung
Die Große Schlenkerspitze wurde 1882 vom Galtseitenjoch aus von Spiehler und Friedel erstmals bestiegen, die Kleine Schlenkerspitze über den SO-Grat 1896 durch Ampferer und W. Hammer.

## Tourenmöglichkeiten
- vom Galtseitejoch, 2423 m, über den Nordgrat, Schwierigkeitsgrad II+, 2 Stunden
- SO-Wand, III, 4 Stunden
- O-Wand, IV+, 3 Stunden
- als sehr schwer zu finden wird der Aufstieg durch die W-Rinne und den SW-Grat beschrieben, III, 4 Stunden, meist sehr brüchig.
- Die Anstiege auf die Kleine Schlenkerspitze sind durchweg schwierig, III bis IV.